# Lose Control
Lose Control ist ein Lied des US-amerikanischen Sängers Teddy Swims aus dem Jahr 2023.

## Entstehung und Veröffentlichung
Geschrieben wurde das Lied vom Interpreten Jaten Dimsdale (Teddy Swims) selbst, in Zusammenarbeit mit den Koautoren Julian Bunetta, Joshua Coleman, Mikky Ekko und Marco Rodriguez-Diaz. Koautor Bunetta zeichnete zudem auch für die Produktion verantwortlich.
Die Erstveröffentlichung von Lose Control erfolgte als Single am 23. Juni 2023 im Selbstverlag. Diese erschien zunächst als digitaler Einzeltrack zum Download und Streaming. Am 14. Juli 2023 erschien unter anderem eine digitale 2-Track-Single mit einer Liveversion als B-Seite, zwei Wochen später eine digitale Maxi-Single, die um eine Streicherversion erweitert wurde. Bis März 2024 erschienen regelmäßig diverse weitere digitale Singleausführungen. Am 15. September 2023 erschien das Lied als Teil von Swims’ erstem Studioalbum I’ve Tried Everything but Therapy (Part 1) (Katalognummer: WMG 0093624856757), dessen zweite Singleauskopplung es ist.

## Kommerzieller Erfolg

### Chartplatzierungen
Lose Control avancierte zum Nummer-eins-Hit in Belgien, der Schweiz und den Vereinigten Staaten. Darüber hinaus erreichte es weltweit weitere Top-10-Platzierungen.
| ChartsChartplatzierungen       | Höchstplatzierung | Wochen |
| ------------------------------ | ----------------- | ------ |
| Deutschland (GfK)              | 6 (77 Wo.)        | 77     |
| Österreich (Ö3)                | 5 (… Wo.)         | …      |
| Schweiz (IFPI)                 | 1 (… Wo.)         | …      |
| Vereinigte Staaten (Billboard) | 1 (… Wo.)         | …      |
| Vereinigtes Königreich (OCC)   | 2 (… Wo.)         | …      |

| ChartsJahrescharts (2024)      | Platzierung |
| ------------------------------ | ----------- |
| Deutschland (GfK)              | 12          |
| Österreich (Ö3)                | 4           |
| Schweiz (IFPI)                 | 2           |
| Vereinigte Staaten (Billboard) | 1           |
| Vereinigtes Königreich (OCC)   | 4           |

### Auszeichnungen für Musikverkäufe
| Land/Region                  | Auszeichnungen für Musikverkäufe (Land/Region, Auszeichnung, Verkäufe) | Verkäufe   |
| ---------------------------- | ---------------------------------------------------------------------- | ---------- |
| Australien (ARIA)            | 7× Platin                                                              | 490.000    |
| Belgien (BRMA)               | Platin                                                                 | 40.000     |
| Dänemark (IFPI)              | 2× Platin                                                              | 180.000    |
| Deutschland (BVMI)           | Gold                                                                   | 300.000    |
| Frankreich (SNEP)            | Diamant                                                                | 333.333    |
| Italien (FIMI)               | Platin                                                                 | 100.000    |
| Kanada (MC)                  | 9× Platin                                                              | 720.000    |
| Neuseeland (RMNZ)            | 8× Platin                                                              | 240.000    |
| Niederlande (NVPI)           | Diamant                                                                | 200.000    |
| Österreich (IFPI)            | 2× Platin                                                              | 60.000     |
| Polen (ZPAV)                 | 4× Platin                                                              | 200.000    |
| Portugal (AFP)               | 7× Platin                                                              | 70.000     |
| Schweiz (IFPI)               | 5× Platin                                                              | 100.000    |
| Spanien (Promusicae)         | 3× Platin                                                              | 180.000    |
| Vereinigte Staaten (RIAA)    | 6× Platin                                                              | 6.000.000  |
| Vereinigtes Königreich (BPI) | 4× Platin                                                              | 2.400.000  |
| Insgesamt                    | 1× Gold · 59× Platin · 2× Diamant ·                                    | 11.613.333 |